# Tillar (Arkansas)
Tillar es una ciudad ubicada en el condado de Drew en el estado estadounidense de Arkansas. En el Censo de 2010 tenía una población de 225 habitantes y una densidad poblacional de 117,87 personas por km².

## Geografía
Tillar se encuentra ubicada en las coordenadas 33°42′39″N 91°27′8″O / 33.71083, -91.45222. Según la Oficina del Censo de los Estados Unidos, Tillar tiene una superficie total de 1.91 km², de la cual 1.91 km² corresponden a tierra firme y (0%) 0 km² es agua.

## Demografía
Según el censo de 2010, había 225 personas residiendo en Tillar. La densidad de población era de 117,87 hab./km². De los 225 habitantes, Tillar estaba compuesto por el 84% blancos, el 12% eran afroamericanos, el 0.89% eran amerindios, el 0% eran asiáticos, el 0% eran isleños del Pacífico, el 2.67% eran de otras razas y el 0.44% pertenecían a dos o más razas. Del total de la población el 3.11% eran hispanos o latinos de cualquier raza.